# Abasár, Heves
Abasár  este un sat în districtul Gyöngyös, județul Heves, Ungaria, având o populație de 2.552 de locuitori (2011). 

## Demografie
Componența etnică a satului Abasár
     Maghiari (99,07%)
     Necunoscut (0,56%)
     Alții (0,37%)
Componența confesională a satului Abasár
     Romano-catolici (57,95%)
     Fără religie (10,23%)
     Reformați (4%)
     Atei (1,25%)
     Necunoscută (25,74%)
     Alte religii (1,37%)
Conform recensământului din 2011, satul Abasár avea 2.552 de locuitori. Din punct de vedere etnic, majoritatea locuitorilor (99,07%) erau maghiari. Apartenența etnică nu este cunoscută în cazul a 0,56% din locuitori.  Din punct de vedere confesional, majoritatea locuitorilor (57,95%) erau romano-catolici, existând și minorități de persoane fără religie (10,23%), reformați (4,0%) și atei (1,25%). Pentru 25,74% din locuitori nu este cunoscută apartenența confesională.